# Paul Selk
Paul Selk (* 24. Februar 1903 in Oehe, Kreis Schleswig-Flensburg; † 27. Juni 1996 in Kiel) war ein deutscher Pädagoge und Volkskundler.

## Leben
Paul Selk wuchs als Sohn des Gutsgärtners Ernst Selk und seiner Ehefrau Alwine, geborene Petersen, in Oehe auf der Halbinsel Angeln auf. Nach dem Besuch der Volksschule in Maasholm absolvierte er zunächst von 1921 bis 1924 die Präparandenanstalt in Kappeln und danach das Lehrerseminar in Bad Segeberg. Selk war viereinhalb Jahre als Hauslehrer in Ostholstein und Angeln tätig. Bevor er von 1938 bis 1959 als Hauptlehrer in Bredegatt wirkte, hatte er in diese Position an Volksschulen in Ostfriesland, im nordfriesischen Bögelhuus, in Klappholz und in Sörup inne. Von 1954 bis 1966 war Selk Lehrbeauftragter an der Pädagogischen Hochschule Flensburg. Mit Eintritt in den Ruhestand zog er mit seiner zweiten Ehefrau, der Schauspielerin, Schriftstellerin und Hörfunksprecherin Irmgard Harder nach Kiel, wo er 1996 verstarb. Nach Irmgard Harders Tod im September 2012 trat den Absichten des Ehepaares entsprechend die Selk-Harder-Stiftung in Kraft. Harder hatte unter Einbeziehung der Vorstellungen ihres vorverstorbenen Ehemannes die Ziele und Zwecke der Stiftung sowie die Mitglieder des Vorstandes festgelegt und den Vorsitz Willy Diercks angetragen.
Angeregt durch seinen Lehrer Gustav Friedrich Meyer galt Selks lebenslanges Interesse und Engagement der Sprache und den Kulturphänomenen seiner Heimat. Er war 1929 an der Gründung des Heimatvereins der Landschaft Angeln beteiligt und gehörte 1947 zu den Mitbegründern des Schleswig-Holsteinischen Heimatbundes. Selk war Verfasser einer Vielzahl an Werken über volkskundliche Themen. Umfangreiche Aufzeichnungen aus seinem Privatarchiv werden in der Schleswig-Holsteinischen Landesbibliothek verwahrt.

## Schriften (Auswahl)
- In Beowulfs und Offas Reich: Grenzlandsagen aus Angeln. Meißner, Hamburg 1934 (Nordmark-Bücherei; 5).
- Von Wind und Wetter. Volkskundliches aus Angeln. In: Die Heimat. Monatsschrift des Vereins zur Pflege der Natur- und Landeskunde in Nordelbingen. Bd. 46 (1936), Heft 6, Juni 1936, S. 176–181 (Digitalisat).
- Der Tod im Volksglauben und Brauchtum der Landschaft Angeln. Heimatbund Angeln, Kappeln 1936.
- Die sprachlichen Verhältnisse im deutsch-dänischen Sprachgebiet südlich der Grenze: eine statistisch-geographische Untersuchung. Verlag Heimat und Erbe, Flensburg 1937–1940.
  - Textband, 1937 (Beiträge zur Heimatforschung; 3, Textbd.).
  - Kartenband, 1937 (Beiträge zur Heimatforschung; 3, Kartenbd.).
  - Ergänzungs-Band, 1940 (Beiträge zur Heimatforschung; 4).

- Bearb.: Volksschwänke und Anekdoten aus Angeln. Verlag der Fehrs-Gilde, Hamburg 1949.
- Hrsg.: Sagen aus Schleswig-Holstein. Bernaerts, Schleswig 1957.
- Schwänke aus Schleswig-Holstein. Quickborn-Verlag, Hamburg 1961 (Quickborn-Bücher; 60).

- Mittwinter und Weihnachten in Schleswig-Holstein: Eine volkskundliche Darstellung. Boyens, Heide 1972 (Kleine Schleswig-Holstein-Bücher; 20).
- Hrsg.: Flensburger Anekdoten. Husum Druck- und Verlagsanstalt, Husum 1978 (Kleine Reihe der Gesellschaft für Flensburger Stadtgeschichte; 2), ISBN 3-88042-072-6.
- Hrsg.: Von Recht und Unrecht: Sagen aus Deutschland. Hamburger Lesehefte-Verlag, Husum 1979 (Hamburger Lesehefte; 158), ISBN 3-87291-157-0.
- Hrsg.: Sprichwörter und Redensarten aus Schleswig-Holstein. Husum Druck- und Verlagsgesellschaft, Husum 1980 (Kleine HDV-Reihe), ISBN 3-88042-114-5.
- Hrsg.: Lügengeschichten aus Schleswig-Holstein. Husum Druck- und Verlagsgesellschaft, Husum 1982 (Husum-Taschenbuch), ISBN 3-88042-177-3.
- Hrsg.: Kieler Anekdoten und andere Geschichten. Husum Druck- und Verlagsgesellschaft, Husum 1984, ISBN 3-88042-255-9.
- Hrsg.: Märchen aus Schleswig-Holstein. Husum Druck- und Verlagsgesellschaft, Husum 1986 (Husum-Taschenbuch), ISBN 3-88042-330-X.
- Hrsg.: Volksgeschichten aus Angeln. Husum Druck- und Verlagsgesellschaft, Husum 1992, ISBN 3-88042-593-0.
- Gesammelte Aufsätze zur Volkskunde. Boyens, Heide 1993, ISBN 3-8042-0615-8.

## Auszeichnungen
- 1960 Quickborn-Preis
- 1973 Lornsen-Kette des SHHB
- 1977 Kulturpreis der Stadt Flensburg
- 1993 Bundesverdienstkreuz am Bande